# William Eden (député)
William Frederick Elliot Eden (19 janvier 1782 - janvier 1810) est un militaire britannique, homme politique et député, qui est caissier de l'Échiquier. 

## Biographie
Né dans la famille influente Eden, l'un des quatorze enfants, William est le fils aîné de William Eden, qui devient plus tard le 1er baron d'Auckland, et son épouse Eleanor Elliot, fille de Gilbert Elliot (3e baronnet). 
Eden devient député de Woodstock aux élections générales de 1806, la même circonscription que son père a représentée. La même année, il obtient le poste de caissier de l'échiquier. 
Il est également lieutenant-colonel des Westminster Volunteers. 
Le corps d'Eden noyé est retrouvé par un marchand, William Western, dans la Tamise, à Londres, le 25 février 1810. Il était porté disparu depuis le 19 janvier. Il est soupçonné de s'être suicidé. William Western a reçu 50 £ pour avoir trouvé le corps. Son frère, George Eden, succède à leur père dans la baronnie d'Auckland. William Eden n'est pas marié. 